# 科希利亚
科希利亚是巴西南大河州的一个市镇。总面积422.79平方公里，总人口2916人，人口密度6.9人/平方公里。